# Narathihapate
König Narathihapate, auch Tarokpyemin (* 23. April 1238; † 1287) war von 1254 bis zu seinem Tod Herrscher von Bagan im nördlichen Birma. Er war ein Sohn des Uzana.
1277 drang Narathihapate mit seinen Truppen nach Yunnan, um den vermeintlich schwächelnden Mongolen Paroli zu bieten oder sie womöglich zu besiegen. In der Schlacht von Ngasaunggyan wurde er jedoch vollständig geschlagen und der Widerstand von Bagan brach zusammen.
Der König wurde 1287 von seinem Sohn durch vergiftetes Essen ermordet, bevor die Mongolen ins Land eindrangen und die Schlacht von Bagan losbrach. Die Mongolen konnten den größten Teil des Reiches Bagan einnehmen, einschließlich der Hauptstadt. Sie beendeten die Dynastie, indem sie 1289 einen Marionettenherrscher in Birma einsetzten.